# Natalia Luis-Bassa

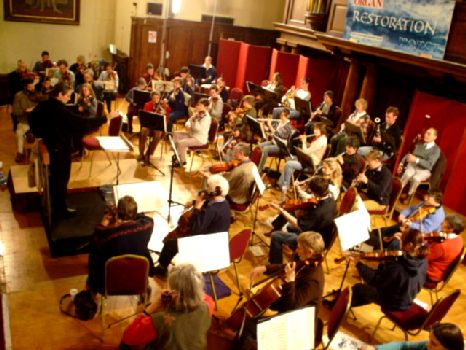
Haffner Orchestra ensayando con Natalia Luis-Bassa.

Natalia Luis-Bassa (Caracas, 13 de julio de 1966) es una directora de orquesta venezolana que vive y trabaja en Inglaterra, donde es directora musical de la orquesta sinfónica en la Universidad de Wellington en Berkshire y la Sinfonia Hallam de Sheffield. 

## Biografía
Durante dos años asumió el cargo de Directora Musical de la Orquesta Sinfónica de Falcón y en 1995 viajó a Londres- Inglaterra auspiciada por la Fundación Calcaño, para continuar sus estudios en el Royal College of Music, institución que luego de dos años le otorgó el premio RCM Opera Conducting Junior Fellowship, ganando así una pasantía en la especialización de dirección de ópera. La directora de orquesta venezolana recibió de manos de la Elgar Society, el premio Elgar 2007 a la mejor interpretación de una obra del compositor inglés Edward Elgar.
En agosto de 2008, Natalia participó en un "reality show" de la BBC llamado Maestro, donde ocho celebridades de la televisión inglesa, aprendieron a dirigir una orquesta. La ganadora, la comediante Sue Perkins, tuvo la oportunidad de dirigir la BBC Symphony Orchestra en la última noche de los Proms en septiembre de 2008.